# Семнувек
Семнувек (пол. Siemnówek) — село в Польщі, у гміні Любранець Влоцлавського повіту Куявсько-Поморського воєводства.
Населення — 242 особи (2011).
У 1975-1998 роках село належало до Влоцлавського воєводства.

## Демографія
Демографічна структура станом на 31 березня 2011 року:
|          | Загалом | Допрацездатний вік | Працездатний вік | Постпрацездатний вік |
| -------- | ------- | ------------------ | ---------------- | -------------------- |
| Чоловіки | 113     | 28                 | 70               | 15                   |
| Жінки    | 129     | 28                 | 67               | 34                   |
| Разом    | 242     | 56                 | 137              | 49                   |